# Emirat de Balànsiya
L'emirat de Balànsiya o taifa de València fou un dels regnes musulmans creats arran de la fi del califat de Còrdova el 1010. Amb una breu interregne al final del segle xi, duraria fins al 1238, quan la seua conquesta per Jaume I l'esborraria i erigiria en el seu lloc el Regne de València. Conviuria durant aquest temps amb la Taifa de Dénia, la Taifa d'Alpont i la Taifa de Saragossa.

## Inicis de la Taifa
Després de la caiguda del Califat de Còrdova, a començament del segle xi, València es va convertir en capital d'un regne de taifes i, per tant, va experimentar un important creixement urbanístic. Els primers cabdills i creadors de la Taifa van ser Mubàrak i Mudhàffar, que regnaren entre 1011-1020. Els succeí Labib de Tortosa.
El 1021 arribà al tron Abd-al-Aziz al-Mansur, net d'Almansor, que va ser el rei que faria de la taifa una de les més importants de la península. Segons Sanchis Guarner, quan el califat omeia d'al-Àndalus es dividí en regnes independents –o taifes–, el que tenia capital a Balànsiya emergí com un dels més importants de la mà del seu rei Abd-al-Aziz. Amb aquest rei el País Valencià va conèixer la primera forma d'estat autònom i diferenciat: la taifa valencianoàrab de Balànsiya.
Les cròniques àrabs de l'època retraten els musulmans valencians com d’elegant aspecte i gent rica, que disposava en els seues cases de tots els atifells i estris de luxe i de plaer, i adquirien qualsevol novetat exòtica que hi apareguera.
Durant el regnat d'Abd-al-Aziz al-Mansur (1021-1061) es va construir una nova muralla amb el propòsit de protegir la població i a aquells que arribaven d'altres llocs d'al-Àndalus. Segons la descripció que ens ha transmés el geògraf al-Udrí, la muralla era de gran perfecció i tenia set portes. Estava construïda de ciment i tenia torres semicirculars d'obra fins a l'última altura, on s'obrien en una sala voltada. En l'actualitat poden veure's encara restes d'algunes d'aquestes torres, especialment en l'actual barri del Carme, a Ciutat Vella).
Abd al-Aziz va construir a més el seu palau reial –Almúnia, en àrab–, segons el costum dels sobirans àrabs com un lloc d'esbarjo fora de la ciutat, –on abans hi havia el Palau del Real de València i ara el jardí de Vivers. L'arabista Henri Pérès en el seu llibre Esplendor d'al-Àndalus, parla de la bellesa i grandiositat del palau, que "comprenia un gran jardí plantat d'arbres fruiters i flors i un riu que el travessava, i en el centre es trobava el palau, amb pavellons ricament decorats, que s'obrien al jardí".
Aquest període durà fins al 1061. A continuació, vindria Abd-al-Màlik al-Mudhàffar (1061-1064); Abu-Bakr ibn Abd-al-Aziz (1075-1085); Uthman ibn Abi-Bakr (1085); Yahya al-Qàdir de Tulaytula (1085-1092) i Jàfar ibn Abd-Al·lah ibn Jahhaf (1092-1094), president d'una mena de república valenciana.
Ferran I de Lleó va atacar la vall de l'Ebre el 1065, assetjant la ciutat de Balànsiya i aixecat el setge, vencent l'emirat de Balànsiya a la batalla de Paterna durant la retirada.

## El Cid

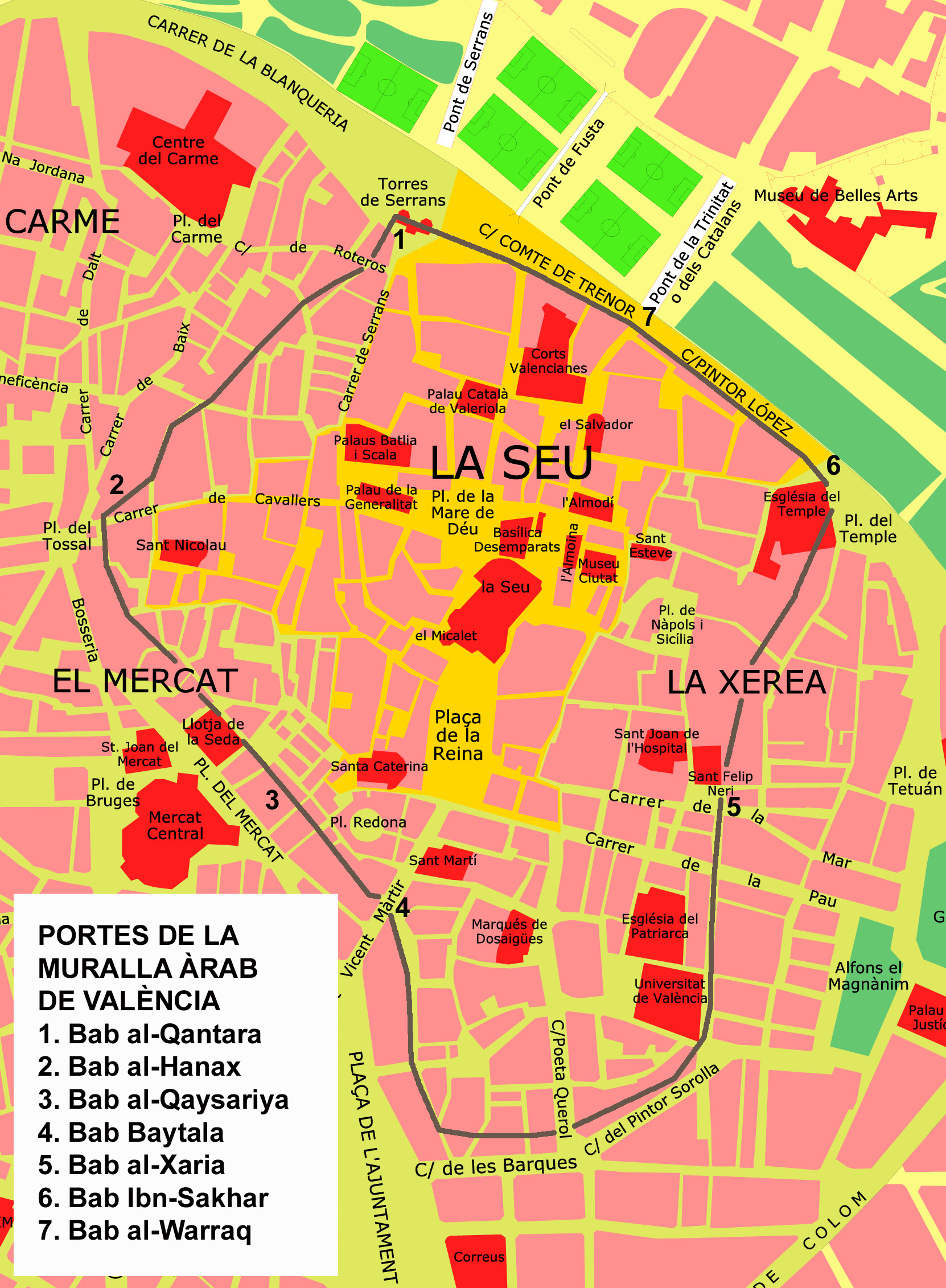
Traçat de la muralla àrab de València

La Taifa visqué un breu parèntesi al final del segle xi en la forma de l'efímer regne cristià del Cid. En 1094 Rodrigo Díaz de Vivar, el Cid, entrà a la ciutat, creant així el seu propi regne. Oficialment aquesta conquesta es feu en nom del monarca castellà però realment Rodrigo ho va fer independentment d'aquell. Tanmateix, no duraria. El Cid va morir a València el 10 de juliol de 1099. La seva muller, Ximena, va aconseguir resistir el setge almoràvit amb l'ajuda del seu gendre Ramon Berenguer III de Barcelona. L'octubre del 1101 envià el bisbe de València a demanar l'ajut del rei Alfons VI de Castella, que va atendre la petició i amb un nombrós exèrcit va aconseguir aixecar el setge; tot i així, considerant que la ciutat es trobava massa lluny de les seves possessions per poder defensar-la sense dificultats, el 4 de maig del 1102 ordenà abandonar-la, evacuar-ne tots els cristians i incendiar-la. Així, el 5 de maig de 1102, els almoràvits entraren a les runes de la ciutat i aconseguiren el seu control, sent-ne el primer governador Mazdalí.

## Segle XII i primer terç delxiii

### Els almoràvits (1102-1144)

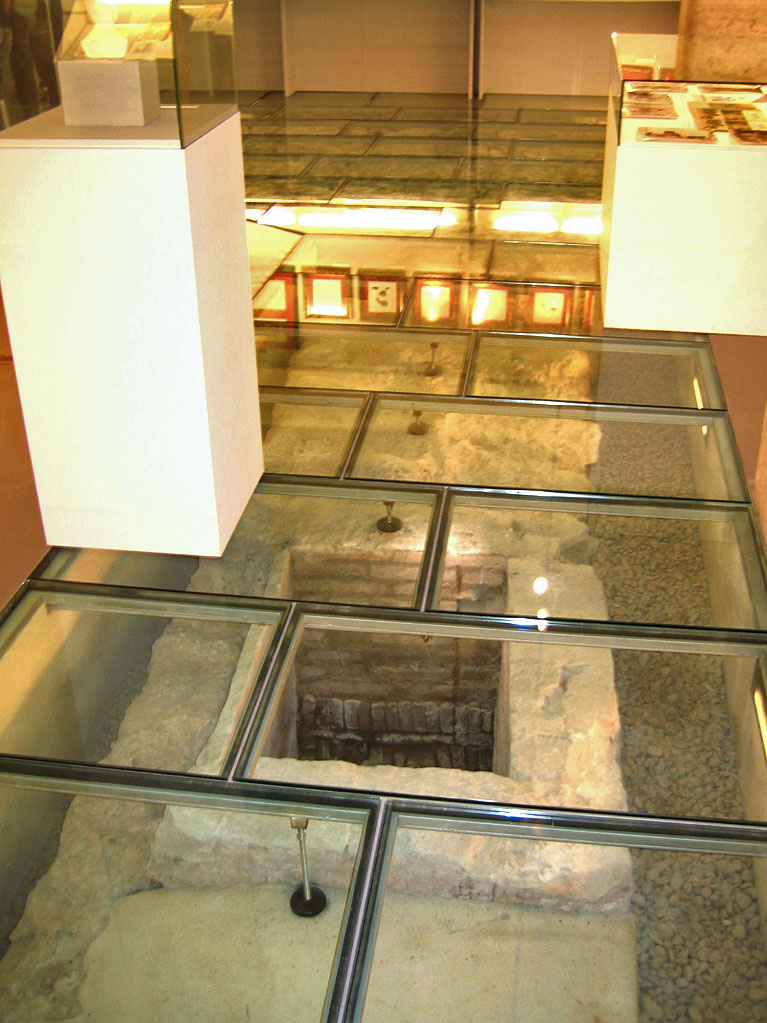
Restes de la muralla àrab de València, on s'aprecia un pou

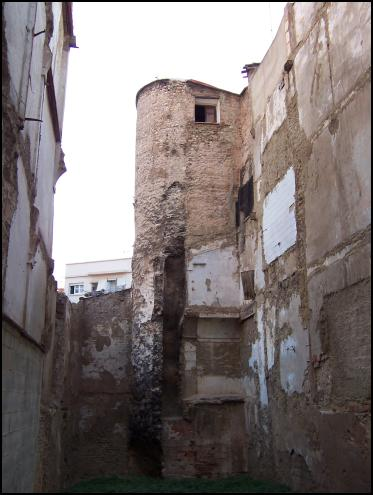
Torre de l'Àngel (plaça de l'Àngel). És la torre de la murada àrab del millor conservada, a l'actual barri del Carme, a Ciutat Vella). És una de les poques restes del període musulmà de València

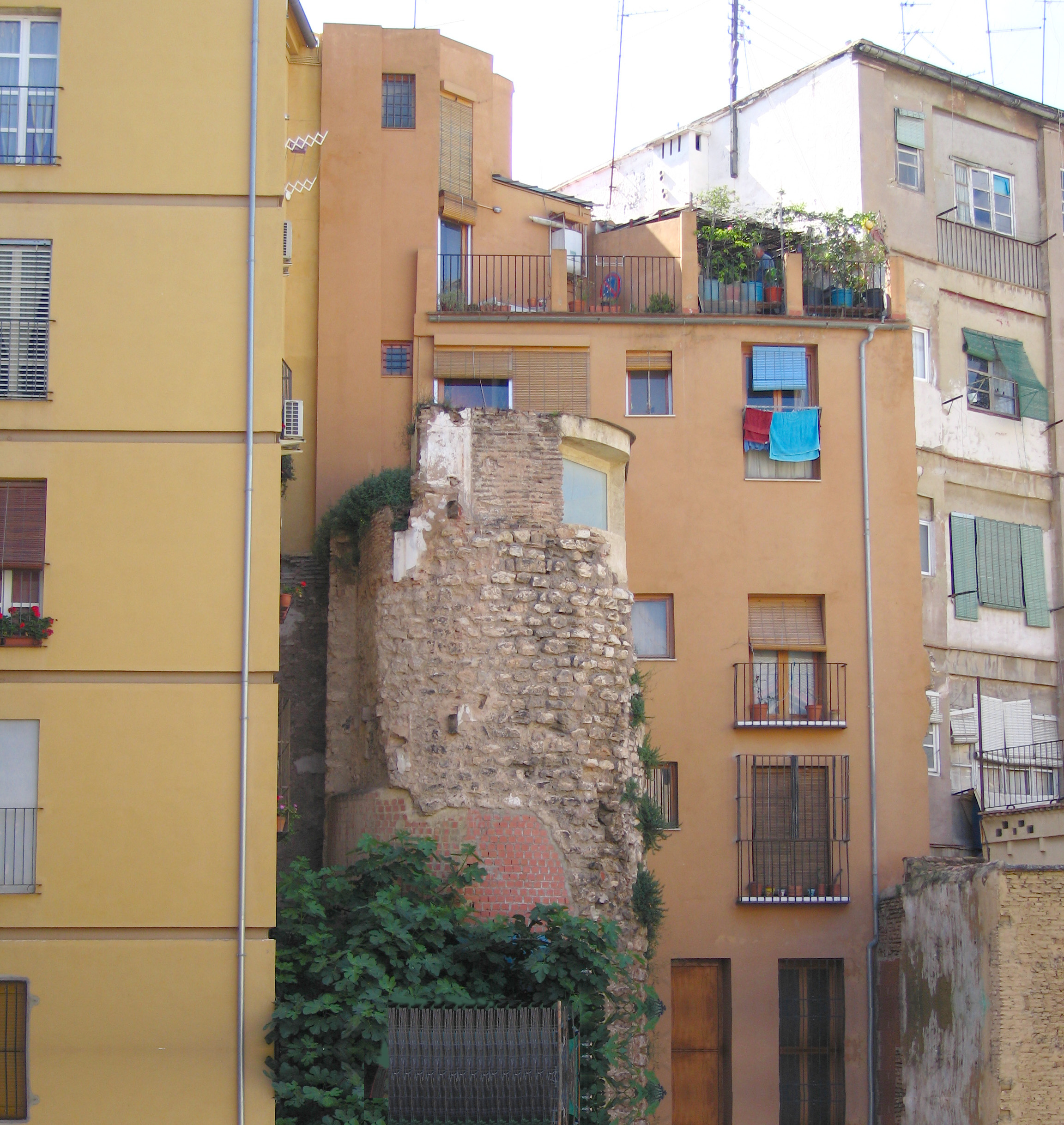
Torre de la murada àrab del, envoltada d'edificis (actual barri del Carme, a Ciutat Vella). És una de les poques restes del període musulmà de València

El període que transcorre entre la mort del Cid i la conquesta cristiana de Jaume I fou de gran inestabilitat. Després de la mort del Cid (1099) i del retorn de la viuda Na Ximena i la resta de castellans a la Meseta (1102), els almoràvits aconsegueixen el poder a Balànsiya, que governaren del 1102 fins al 1144.
Però l'imperi almoràvit va entrar en decadència tan ràpidament com s'havia constituït. Alfons el Bataller d'Aragó haviat aprofitat la manca de cohesió dels almoràvits per prendre Saragossa (1118), Qalat al-Ayyub (1121) i Daroca (1122).
Cap al 1128 hi hagué un canvi de califa almoràvit i a l'hora de retre-li fidelitat, hi hagué molts musulmans andalusins que s'hi mostraren obertament reticents. Un d'ells fou l'alcaid sevillà Alí ibn Majjuz, el qual se'n fugí d'Andalusia a la vall d'Ebre, on pactà una aliança amb el rei Alfons el Bataller per saquejar i ocupar la terra de València, de la mateixa manera que ho havia fet poques dècades abans el Cid.
Els almoràvits respongueren enviant un poderós exèrcit nouvingut del Marroc profund, que s'uní als genets africans dels governadors de Qurtuba i Madina Mursiyya amb l'objectiu d'acaçar el rebel Ibn Majjuz i l'aragonés Alfons. La batalla tingué lloc el 1129 en el castell dels Alcalans (Montserrat), i d'allí isqueren malparats els almoràvits. Segons el poeta valenciano-musulmà Ibn al-Abbar, la desastrosa derrota dels Alcalans feu perdre popularitat als almoràvits de Xarq al-Àndalus i, al cap d'un temps, derivaria en la proclamació d'uns segons regnes de taifa en la franja oriental d'al-Àndalus (a partir de 1144 a València).
Mentrestant, en terres cristianes, el 1134 havia faltat Alfons el Bataller i l'havia succeït el seu germà Ramir el Monjo, que regnà Aragó de 1134 a 1137; la seua filla Peronella d'Aragó casà amb Ramon Berenguer IV de Barcelona, i així esdevingué el primer monarca de la Corona d'Aragó (1137-1162). Durant aquest temps Ramon Berenguer IV prengué Tortosa (1148), Lleida i Fraga (1149) i va concertar amb Alfons VII de Castella el Tractat de Tudilén (1151), pel qual s'adjudicava la futura conquesta de València i Múrcia als reis catalano-aragonesos.

### Revolta local contra els almoràvits (1144-1147)
Els aristòcrates hispano-àrabs van iniciar la revolta contra els dominadors nord-africans almoràvits, als quals consideraven uns intrusos incultes i intolerants que degradaven l'anterior cultura refinada dels regnes de taifes andalusins. La rebel·lió esclatà el 1144, però com havia passat en totes les anteriors revoltes indígenes andalusines, mancava de coordinació i les distintes faccions revolucionàries es combatien entre si, en un període d'anarquia delirant.
La rebel·lió a Xarq al-Àndalus fu encapçalada per Àhmad ibn Abd-al-Màlik Sayf-ad-Dawla, fill del darrer rei hudita de Saragossa. Induït pel seu odi als almoràvits, es posà al servei del rei Alfons VII de Castella. Tot i estar manejat pels cristians, gaudia de prestigi entre els andalusins, per tal com era l'hereu dels Banu Hud.
En esclatar la revolució, Yahya ibn Alí ibn Ghàniya -que havia estat governador de València- comandava els almoràvits andalusins, i havia col·locat el seu nebot Abu-Muhàmmad Abd-Al·lah ibn Ghàniya com a nou governador de València, ciutat que es revoltà contra els almoràvits l'1 de març de 1145. El 2 de maig aconseguia el govern de València el cadi Abu-Màlik Marwan ibn Abd-al-Aziz, el qual encarregà la defensa de les fronteres al capità Abd-Al·lah ibn Iyad. Aquest capità, que reconeixia la sobirania de Sayf-ad-Dawla, poc després s'ensenyorí de Múrcia. Mentrestant, a València Abu Malik Marwan ibn Abd al-Aziz es mostrava incapaç de governar i els seus soldats se sublevaren i col·locaren en el seu lloc Abd-Al·lah ibn Sad ibn Mardanix, que ocupava el càrrec de valí d'Ibn Iyad de Múrcia.
Sayf-ad-Dawla entrà a Múrcia el gener del 1146, com a rei de Xarq al-Àndalus, i fou rebut amb grans honors pel governador Ibn Iyad. Després Abu Bakr, fill de Saif ad-Dawla, acompanyat del mateix Ibn Iyad, visità Dénia i València, i també foren rebuts amb honors.
En trobar-se amb una certa força, Sayf-ad-Dawla intentà desfer-se de la tutela dels castellans, però les tropes d'Alfons VII de Castella, aliades ara amb Ats-Tsagrí, governador de Conca i rival personal de Saif ad-Dawla. Aquest darrer organitzà un exèrcit comandat pel valí Abd Al·làh ibn Sa'd ibn Mardanix i format per tropes de València, Alacant, Múrcia i Llorca, però fou derrotat pels castellans a la batalla d'al-Lujj el 4 de febrer de 1146. En aquesta batalla moriren Saif ad-Dawla i Abd Al·làh ibn Sa'd ibn Mardanix. Ibn Iyad sobrevisqué, però fou desposseït del seu senyoriu de Múrcia per ats-Tsagrí, que hi governà de maig a setembre de 1146.
No obstant això, Ibn Iyad fou capaç de reorganitzar un exèrcit amb tropes de València, Alacant i Llorca, i marxà cap a Múrcia, on sabedors de la vinguda de Ibn Iyad, se sublevaren contra ats-Tsagrí, que morí en la revolta. Ibn Iyad feu l'entrada triumfal a Múrcia per segona vegada el 13 de setembre de 1146. Però un any després morí en la batalla d'Uclés contra els castellans.
El valí que, malgrat la seua joventut, governava València de 1146 a 1147 era Muhammad ibn 'Abd Allāh ibn Sa'd ibn Mardāniš, fill de Abd Al·làh ibn Sa'd ibn Mardanix, i futur rei de les taifes de Múrcia i València, que seria conegut pels cristians com el Rei Llop.

### La Taifa del rei Llop (1147-1171)
Els almohades, un altre poble del nord d'Àfrica, envaïren al-Àndalus a partir de mitjan segle xii, començat per Sevilla (1148). Però després de l'experiència almoràvit, poc sortosa en terres valencianes, no foren ben rebuts a la Xarq al-Àndalus. A València i Múrcia Muhàmmad ibn Mardanix, més conegut com el Rei Llop (1147-1172), aviat assolí el poder i aconseguí resistir l'espenta del nou imperi magribí en auge, l'almohade, fins a un any abans de la seua mort (1171). Aquest rei també va frenar els intents d'Aragó i Catalunya per conquistar el Regne musulmà de València, gràcies als tributs que es va comprometre a pagar a Ramon Berenguer IV (fins a 1161) i després a Alfons el Cast. Muhàmmad ibn Mardanix, que havia nascut a Peníscola, considerà Múrcia capital dels seus estats i anomenà el seu germà Abu-l-Hajjaj Yússuf governador de València, càrrec en què estigué des de 1146 fins a 1186. Muhàmmad ibn Mardanix era un bon guerrer, però massa dilapilador, i exigia massa tributs als seus vassalls, de manera que el seu germà Abu-l-Hajjaj lliurà finalment la taifa de València als almohades (1171), i continuà ell mateix com a governador fins a la seua mort el 1186.

### Els almohades (1172-1228)

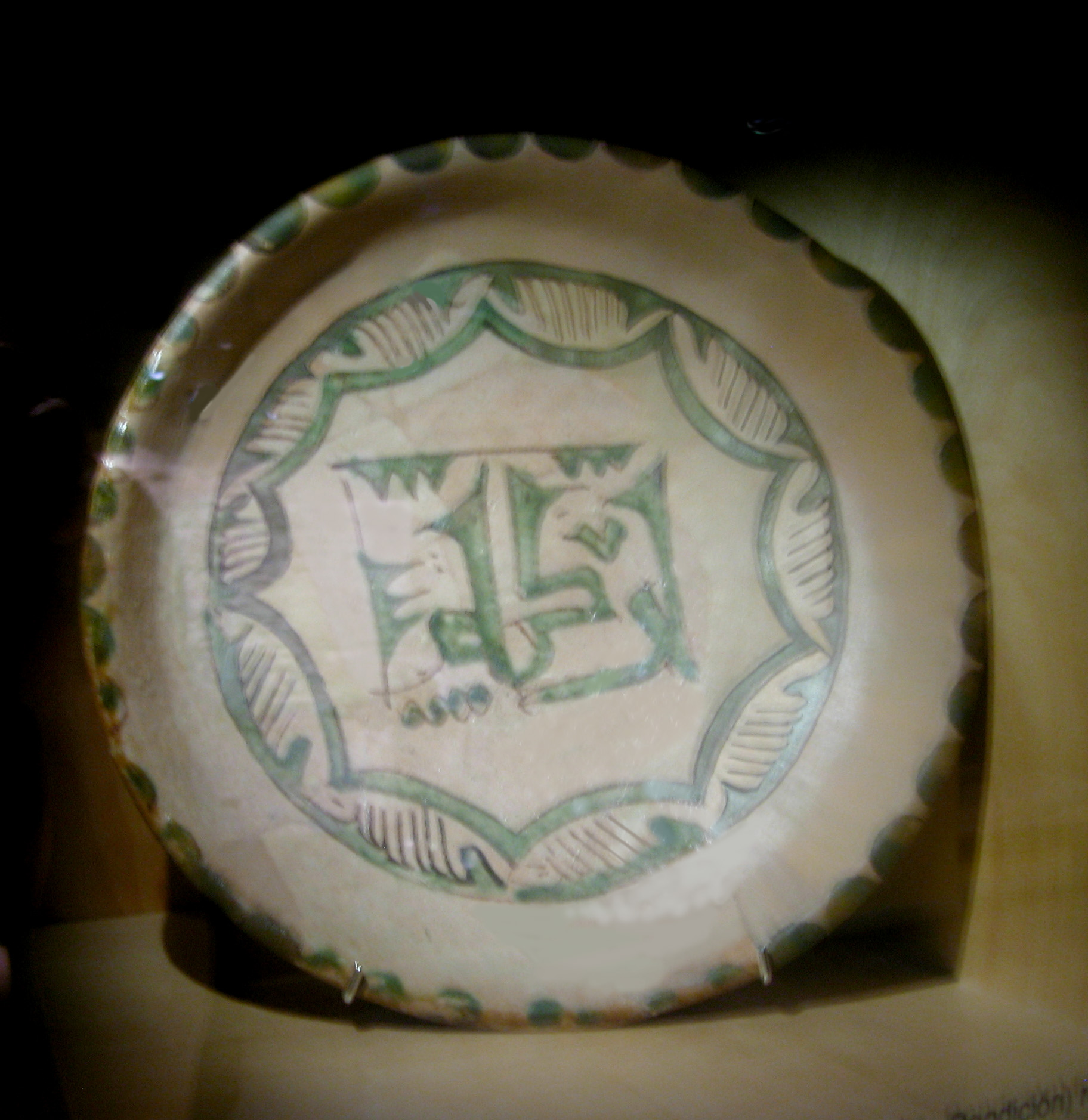
Plat de ceràmica àrab (s. XII), procedent de les excavacions de la Cripta Arqueològica de Sant Vicent Màrtir (barri de la Seu)

Aprofitant la inestabilitat que causà la mort del Rei Llop, els cristians intentaren conquerir Balànsiya. Alfons el Cast conquistà Terol el 1171, a 150 km de València riu Túria amunt, i feu una incursió a la ciutat de València el 1172, davant la qual Abu al-Hajjaj, que governà fins al 1186 sotmés a l'emperador almohade, li oferí duplicar el tribut que el seu germà li havia estat pagant als reis d'Aragó i Catalunya.
El 1177 els castellans van prendre Conca amb l'ajuda d'Alfons el Cast i pel tractat de Cazola es va establir la futura delimitació de les àrees d'influència de Castella-Lleó i de Catalunya-Aragó. En l'anterior tractat de Tudilén (1151), tot el País Valencià fins a Oriola i encara la major part de Múrcia havien de caure dins la Corona d'Aragó, però segons el nou tractat, l'àrea d'influència d'Aragó només arribaria a la línia Biar-Busot, que al capdavall fou el límit de la conquesta de Jaume I.
El successor d'Alfons el Cast, Pere el Catòlic, girà les seues ànsies expansionistes cap a Occitània, tot i que aconseguí conquerir el Racó d'Ademús –a només 80 km de València, riu Túria amunt- el 1210. La pèrdua d'Ademús afectà els almohades i fou un dels motius que portà l'emperador Muhàmmad an-Nàssir a organitzar l'expedició d'al-Àndalus a la Navas de Tolosa (1212), que acabà definitivament amb la supremacia musulmana a al-Àndalus. En aquesta batalla s'havien confederat el rei d'Aragó Pere el Catòlic, el de Navarra Sanç VII de Navarra i el de Castella Alfons VIII de Castella, per fer de front en las Navas de Tolosa als musulmans, que estaven capitanejats per Muhàmmad an-Nàssir, germà del futur governador de València Zayd Abu Zayd. L'exèrcit cristià hi va obtenir una gran victòria el 16 de juliol de 1212. Un any després va morir Pere el Catòlic a la batalla de Muret, i el va succeir en el tron el seu fill Jaume I, que va ser proclamat Rei d'Aragó i Catalunya el 1214, a l'edat de sis anys. Mentrestant, Zayd Abu Zayd va començar a regnar en Xarq al-Àndalus, tot just pocs dies després de la desfeta de las Navas de Tolosa.
Ni els almohades, ni els almoràvits havien aconseguit fusionar els hispanoàrabs amb els nord-africans en una unitat política estable. A penes s'inicià l'afebliment dels emperadors almohades, començà el disgregament dels seus dominis. La situació de València, ciutat avançada en la frontera dels cristians, i molt allunyada de Marràqueix, capital almohade, motivà que els seus governadors, Zayd Abu Abd Al·lah (de 1190 a 1213) i el seu fill Zayd Abu Zayd (de 1213 a 1229) –nét i besnet, respectivament, del califa Abd al Mumin, fundador de l'imperi almohade- pogueren actuar amb plena autonomia, i fins i tot es titularen reis, tot i que mai encunyaren moneda ni negaren la seua submissió a l'emperador de Marràqueix.
El 1224 el Rei Jaume va cridar els nobles d'Aragó i Catalunya per iniciar la conquista de València entrant per Terol, però Zayd Abu Zayd li va demanar una treva a Jaume I, que aquest va acceptar a canvi de la cinquena part de les rendes de València i Múrcia. Durant l'estiu de 1225, el Jaume I intentà apoderar-se del castell de Peníscola, però els nobles aragonesos li van girar l'esquena i va fracassar.
Zayd Abu Zayd, últim governador almohade del Regne de València, governador de les regions de València, Dénia, Xátiva i indirectament de Múrcia, patí una rebel·lió indígena antialmohade a la regió de la Xarquia encapçalada per Ibn Hud al-Djudzaní, que s'apoderà de Múrcia el 1228 i va dominar les regions d'Oriola, Dénia, Bairén, Xàtiva i Alzira, ço és: tota la meitat sud de l'actual País Valencià. Ibn Hud al-Djudzaní assetjà també València ciutat, però no pogué prendre-la, perquè la ciutat i els dominis al nord d'aquesta es van mantenir fidels a Zayd Abu Said –el moro Zeit, com l'anomenen els cronistes cristians-, que el 1226 ja s'havia declarat vassall de Jaume I, rei que llavors només tenia 18 anys.

### Zayyan, Zayd Abu Zayd i Jaume I

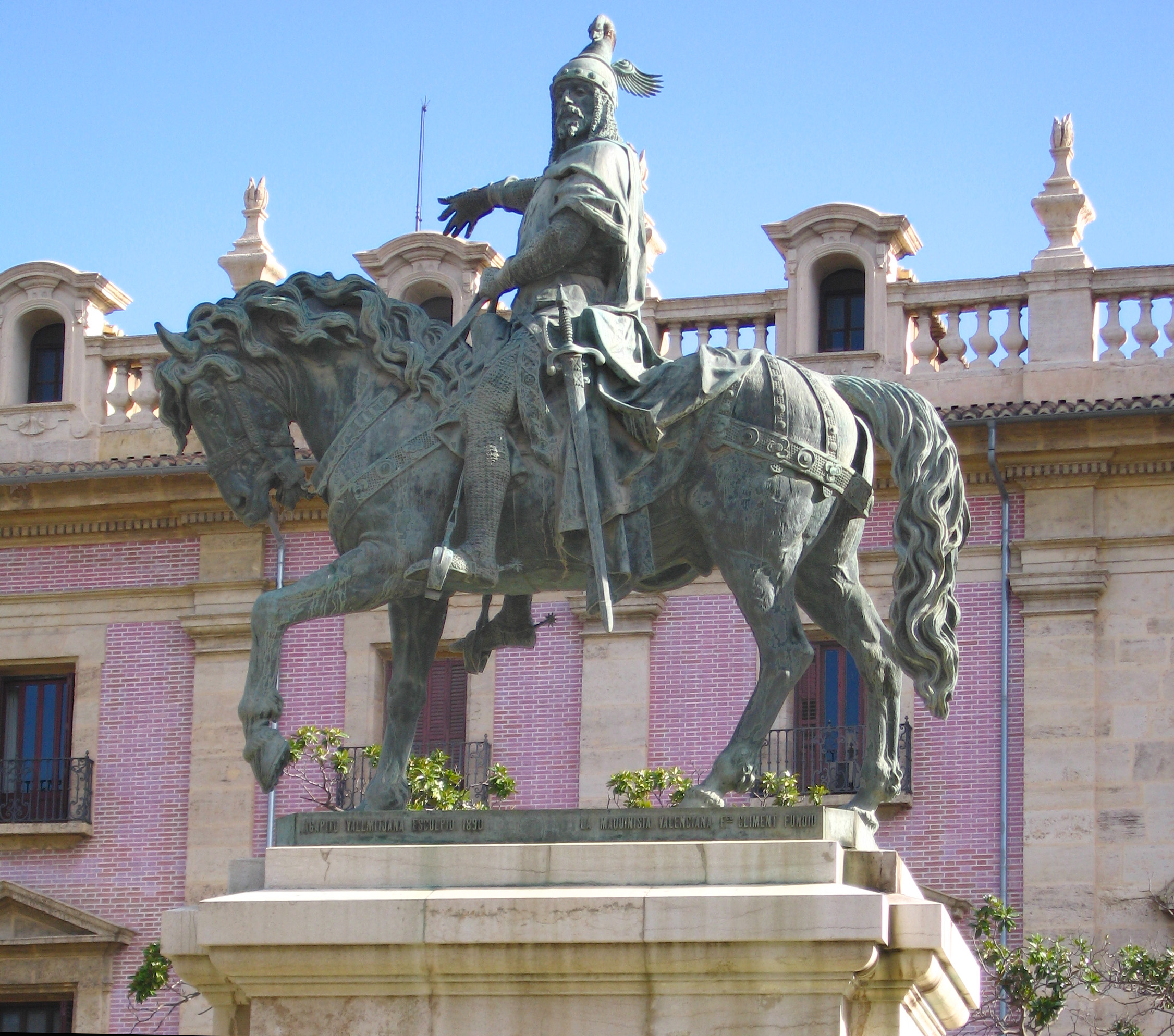

El pacte entre Jaume I i Zayd Abu Zayd havia fet que molts musulmans s'hagueren passat al bàndol encapçalat pel net del Rei Llop, Zayyan, natural d'Onda, creient que Zayd Abu Zayd els havia traït en abandonar la llei de Mahoma i acostar-se a la de Crist. Davant de la pressió de Zayan i els seus seguidors, Zayd Abu Zayd va abandonar la ciutat de València i es va traslladar cap al nord (Sogorb, Argeleta, Vilamalefa…). Zayyanva entrar triomfalment en la ciutat de València el gener de 1229, encara que no va arribar a convertir-se en rei. Des de Múrcia, el rebel antialmohade Ibn Hud al-Djudzaní, havia assetjat la ciutat de València pressionant a Zayán perquè l'abandonara, però una amenaça des de Castella va fer que Ibn Hud es retirara cap a Múrcia. Tot aquest desorde en la ciutat de València va fer créixer les ànsies de Jaume I per intentar de nou la conquesta del Regne.
Zayd Abu Zayd, amb la intenció de recuperar les possessions que Zayan li havia arrabassat, es va sumar a la conquesta cristiana, i es va reunir a Qalat al-Ayyub, en 1229, amb Jaume I, per oferir-li ajuda per a la conquesta del Regne de València. En aquest tractat, Zayd Abu Zayd li va prometre al Jaume I la quarta part del que conquistara i alguns castells estratègics com a fiança del pacte. A canvi, el Rei Jaume li donà la paraula d'ajudar-lo i defendre'l contra tots els que li feren la guerra o molestaren les possessions que tenien en aquest regne encara musulmà.

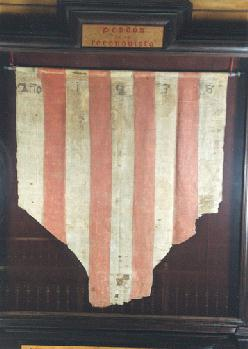

Abans d'iniciar la conquesta del Regne de València, el Rei Jaume va conquistar Mallorca, per la qual cosa durant aquests anys, tan sols uns pocs nobles catalano-aragonesos van ajudar Zayd Abu Zayd en el nord. Incapaç de recuperar els castells perduts, Zayd Abu Zayd va haver d'acceptar un tercer pacte, en 1232, pel qual cedia totes les rendes de la ciutat de València i la seua horta. Conquistada Mallorca (1229), en 1232 Jaume I va iniciar la conquesta del Regne de València. Començà per Borriana, el juliol de 1233, el setge de la qual havia durat dos mesos. Immediatament després van caure tots els castells al nord d'aquesta ciutat, llavors capital de la Plana, entre els quals hi havia Peníscola, Castelló de la Plana, Borriol, les Coves de Vinromà i Vilafamés.
En aquell moment quasi tot el Regne estava en poder de Zayan, llevat dels castells de Sogorb, Aiòder, Almenara, Arenós, Cirat, Llíria, Nules, Onda, Vilamalefa i alguns altres, que seguien fidels a Zayd Abu Zayd.
En 1235 Abu Zayd va deixar la religió de Mahoma i es va convertir a la de Crist, sent batejat amb el nom de Vicent Bellvís. En 1236, va cedir tots els seus territoris al bisbat de Sogorb, en mostra de la seua conversió al cristianisme. Aquest mateix any va firmar un quart i definitiu acord amb el Rei Jaume on es confirmaven els acords anteriors i convertia a tota la seua dinastia en vassalls de la Corona d'Aragó.
En 1238, Jaume I va assetjar la ciutat de València ajudat per nobles catalanoaragonesos i pel mateix Zayd Abu Zayd. Després de cinc mesos de setge aconseguí que Zayyan es rendira i entregara a Jaume I la ciutat, fet que s'esdevingué el 28 de setembre de 1238.